# Protographium leosthenes
Espèce
Protographium leosthenes ou Eurytides epidaus est un insecte lépidoptère de la famille des Papilionidae, de la sous-famille des Papilioninae et du genre Protographium.

## Dénomination
Il a été décrit  par Henry Doubleday en 1846 sous le nom initial de Papilio leosthenes.

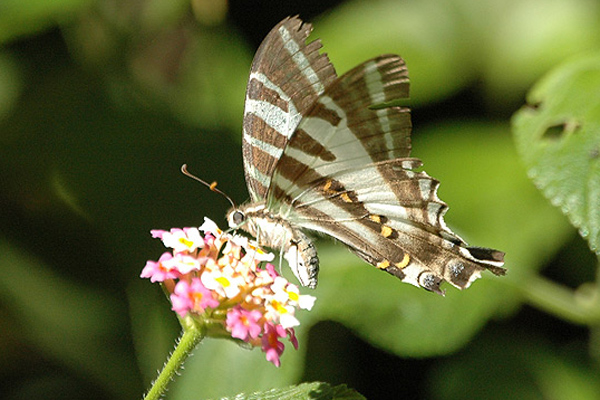
Protographium leosthenes revers

### Sous-espèces
- Protographium leosthenes leosthenes
- Protographium leosthenes geimbia (Tindale, 1927)

### Noms vernaculaires
Protographium  leosthenes se nomme Four-bar Swordtail en anglais.

## Description
Protographium leosthenes est un papillon d'une envergure d'environ 49 mm, (53 mm pour les mâles, 50 mm pour les femelles, de forme triangulaire avec une très longue queue à chaque aile postérieure,. Il est blanc rayé de marron avec aux ailes antérieures quatre bandes marron qui partent du bord costal. Les ailes postérieures à bord externe festonné sont bordées de noirs avec des chevrons blancs et bleu pour les deux plus proches de l'angle anal et la queue est noire bordée de blanc.

### Œuf et chenille
L’œuf est rond et de couleur crème. La chenille à ses premiers stades est vert pâle à petits points blancs.

## Biologie

### Plantes hôtes
Les plantes hôtes de sa chenille sont des Annonaceae, Melodorum leichhardti, Melodorum rupestrum, Melodorum uhrii, Rauwenhoffia leichhardtii et Desmos wardianus.

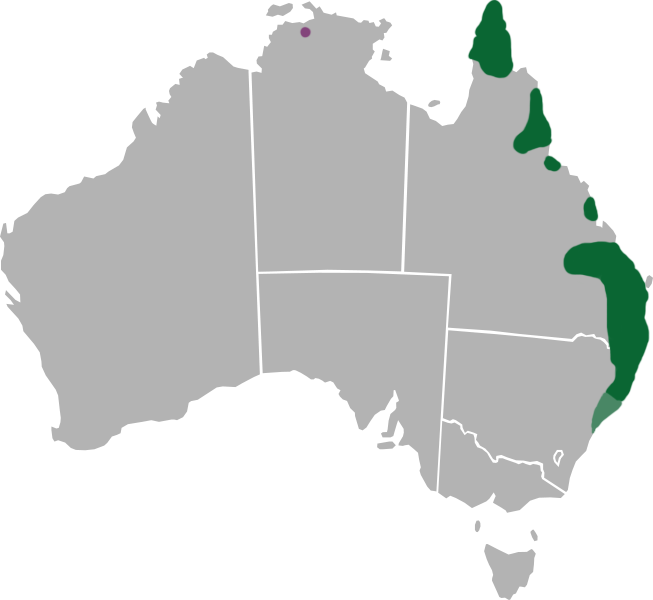
Carte de répartition de Protographium leosthenes

## Écologie et distribution
Protographium leosthenes réside dans l'est de Australie.

### Protection
Pas de statut de protection particulier.